# 克萊爾·李特頓
克萊爾·李特頓（英語：Claire Littleton），是美國廣播公司懸疑類電視連續劇《迷失》的角色之一，由艾蜜莉·迪瑞文（Emilie de Ravin）飾演。